# Ulica Jana i Jędrzeja Śniadeckich w Warszawie
Ulica Jana i Jędrzeja Śniadeckich – ulica w dzielnicy Śródmieście w Warszawie.
Łączy plac Konstytucji i plac Politechniki. Jest ulicą jednokierunkową, ruch jest możliwy wyłącznie w stronę placu Politechniki.

## Historia
Ulica została przeprowadzona ok. 1770 jako jedna z ulic tzw. założenia ujazdowskiego placów gwiaździstych. Od 1784 prowadziła przez grunty uprawne Nowej Wsi, przez ok. 100 lat pozostawała niezabudowana.
Do 1880 ulica nie posiadała nazwy. W styczniu 1880 nadano jej nazwę Kaliksta, na cześć rosyjskiego prezydenta Warszawy Kaliksta Witkowskiego. Obecna nazwa ulicy została nadana 26 października 1916. Upamiętnia braci Jana Władysława Śniadeckiego i Jędrzeja Śniadeckiego.
W drugiej połowie XIX i na początku XX wieku ulica wypełniła się zabudową wielkomiejską, w tym interesującymi kamienicami, z których część przetrwała do dziś. W 1908 ulicą przeprowadzono linię tramwaju elektrycznego.
Zmiany w układzie urbanistycznym okolicy po drugiej wojnie światowej: budowa Marszałkowskiej Dzielnicy Mieszkaniowej i wytyczenie placu Konstytucji spowodowały zmianę biegu ulicy, który został w swoim początkowym odcinku zakrzywiony dla dopasowania do układu placu. Ulicę z placu wyprowadzono szeroką bramą pod jednym z budynków założenia. Zlikwidowano wtedy również linię tramwajową, której relikty zostały odsłonięte i wkomponowane w brukowaną nawierzchnię ulicy.
Po kapitulacji powstania warszawskiego, 5 października 1944, przez rozebraną barykadę na ul. Śniadeckich wyszedł do niewoli niemieckiej Naczelny Wódz Polskich Sił Zbrojnych Tadeusz Komorowski ps. „Bór”.
W listopadzie 2012 Rada Warszawy skorygowała pierwotnie nadaną nazwy ulicy ze Śniadeckich na Jana i Jędrzeja Śniadeckich.

## Ważniejsze obiekty
- Instytut Matematyczny PAN i Międzynarodowe Centrum Matematyczne im. Stefana Banacha (nr 8)
- zabytkowa kamienica z 1913 roku, nr rej. 1394-A (nr 23)